# ميليسا روكسبور
ميليسا روكسبور هي ممثلة كندية، ولدت في 10 ديسمبر 1992 بفانكوفر في كندا.

## أعمال

### أفلام
- (2011)  قواعد رودريك[4]
- (2012)  أيام الكلب[5]
- (2015)  الهدف المؤثر

### مسلسلات
- اللائحة
- المسافرون

## وصلات خارجية
- ميليسا روكسبور على موقع IMDb (الإنجليزية)
- ميليسا روكسبور على موقع ميتاكريتيك (الإنجليزية)
- ميليسا روكسبور على موقع روتن توميتوز (الإنجليزية)
- ميليسا روكسبور على موقع قاعدة بيانات الأفلام العربية
- ميليسا روكسبور على موقع ألو سيني (الفرنسية)
- ميليسا روكسبور على موقع أول موفي (الإنجليزية)
- ميليسا روكسبور على موقع قاعدة بيانات الفيلم (الإنجليزية)
- ميليسا روكسبور على موقع كينوبويسك (الروسية)